# Ambibari
Gli Ambibari (Ambibarii) erano popolo celtico della Gallia, appartenente al gruppo dei popoli armoricani. Il loro nome (latinizzato) indica che il loro territorio si estendeva sulle due rive di un corso d'acqua, senza che sia possibile localizzarlo con precisione. All'epoca della coalizione dei popoli gallici guidata da Vercingetorige contro i Romani, nel 52 a.C., fornitanno un esercito di 20 000 guerrieri.
Sono conosciuti solo per una menzione fatta da Giulio Cesare, nei suoi Commentarii, dove essi appaiono a fianco dei Coriosoliti, Redoni, Caleti, Osismi, Lemovici e degli Unelli.
(Cesare, De bello Gallico, vii, 75.)
È anche possibile che si tratti dello stesso popolo degli Ambilatri, ugualmente citati da Cesare (Libro iii, 9).